# 三森村
三森村（みつもりむら）は、かつて新潟県北蒲原郡にあった村。1901年11月1日の合併によって消滅し、現在は新潟市北区の一部となっている。
以下の記述は合併直前当時の旧三森村に関しての記述であり、現在では名称等が異なる場合がある。なお、ここに記述されていない内容に関しては新潟市などの記事を参照。

## 沿革
- 1889年（明治22年）4月1日 - 町村制施行に伴い北蒲原郡三ツ屋村、高森村、森下新田、高森新田が合併し、三森村が発足。村役場は旧高森村に設置[2]。
- 1901年（明治34年）11月1日 - 北蒲原郡大久保村、越岡村と合併し、岡方村となり消滅。

## 地域
三森村は、合併した村名を継承する以下の大字で構成される。
三ツ屋（みつや）

1889年（明治22年）まであった三ツ屋村の区域。現在の新潟市北区三ツ屋。
高森（たかもり）

1889年（明治22年）まであった高森村の区域。現在の新潟市北区高森および三ツ森川原の一部。
森下（もりした）

1889年（明治22年）まであった森下新田の区域。現在の新潟市北区森下および三ツ森川原の一部。
高森新田（たかもりしんでん）

1889年（明治22年）まであった高森新田の区域。現在の新潟市北区高森新田およびすみれ野4丁目。